# Индустријска зона Артиђанале Ланде (Болцано)
Индустријска зона Артиђанале Ланде је насеље у Италији у округу Болцано, региону Трентино-Јужни Тирол.
Према процени из 2011. у насељу је живело 27 становника. Насеље се налази на надморској висини од 609 м.